# Odysseus
Odysseus (episch altgriechisch Ὀδυσσεύς Odysseús) ist ein Held der griechischen Mythologie. Er war der Sohn des Laërtes (in weniger verbreiteten Versionen des Sisyphos) und der Antikleia sowie der Bruder der Ktimene. Von seinem Vater übernahm Odysseus die Herrschaft über Ithaka und hatte mit seiner Gemahlin, der spartanischen Königstochter Penelope, einen Sohn namens Telemachos. Außerhomerische Genealogien machten ihn zum Vater zahlreicher weiterer Kinder, von denen Telegonos, sein Sohn von der Zauberin Kirke, hervorzuheben ist.
Odysseus gehörte zu den bekanntesten griechischen Heroen im Trojanischen Krieg. Seine dabei vollbrachten Taten werden von Homer in der Ilias, seine zehnjährige Irrfahrt auf der Heimreise in der Odyssee (Fahrten des Odysseus) geschildert. Während all seiner Abenteuer zeichnete er sich vor allem durch außergewöhnlichen Verstand und listige Ideen aus. Nach seiner Rückkehr tötete er Penelopes Freier und übte wieder die Regierung in Ithaka aus. Nach der Telegonie starb er durch die Hand seines Sohnes Telegonos, doch gibt es abweichende Mythosvarianten über seine letzten Lebensschicksale und seinen Tod.

## Name
Varianten des Namens Odysseus sind attisch Ὀλυττεύς Olytteús, korinthisch Ὀλισ(σ)εύς Olis(s)eús, dorisch Ούλιξεύς Oulixeús, lateinisch Ulixes und Ulyssēs, etruskisch Uthuze, Utuse, Utsthe u. ä.
Unter den zahlreichen griechischen Namensvarianten sind die bei attischen, böotischen und korinthischen Vaseninschriften hauptsächlich auftretenden Formen mit dem Beginn Ol- (Olytteús, Oliseús) wesentlich häufiger als jene mit Od-. Letzterer Namensanfang tritt aber in den Homer-Epen auf. Die Frage, wie sich diese beiden Formengruppen Ol- und Od- zueinander verhalten, wurde unterschiedlich beantwortet. Aufgrund der Autorität Homers galten die Formen mit Od- für älter, doch wurde dann u. a. weil die Formen mit Ol- epigraphisch älter sind, von manchen Forschern auch die gegenteilige Position vertreten. Ferner wird häufig ein vorgriechischer Namensursprung vermutet.
Wahrscheinlich gab es schon vor Homer eine volksetymologische Verbindung mit dem griechischen Wort ὀδύσσομαι odýssomai für „zürnen“, die der Dichter aufgriff und somit der Form Odysseus im Epos zum Durchbruch verhalf. Laut Homer schlug Autolykos den Namen Odysseus für seinen neugeborenen Enkel vor, weil er zahlreichen Leuten zürnte. Aber auch die Erklärungsmöglichkeit, dass Zeus bzw. Poseidon zornig auf Odysseus waren, wird angedeutet.
Die lateinische Form Ulixes geht auf das Dorische zurück und dürfte von Griechen Süditaliens übernommen worden sein. Den Etruskern wurde hingegen die homerische Namensform vermittelt.

## Jugendjahre und Heirat mit Penelope
Über Odysseus’ Jugend liegen nur einige verstreute Angaben in der Odyssee vor. Er konnte sich väterlicherseits der Abstammung von Zeus und mütterlicherseits jener von Hermes rühmen. Als junger Mann besuchte er seinen Großvater Autolykos auf dem Parnass und unternahm mit dessen Söhnen einen Jagdausflug, bei dem ihm ein Eber am Schenkel eine Wunde schlug, deren Narbe stets sichtbar blieb. Auf einer Reise nach Messenien freundete er sich mit Iphitos an, der Odysseus den mächtigen Bogen seines Vaters Eurytos schenkte. Odysseus schätzte diesen Bogen sehr und sollte ihn später gegen Penelopes Freier einsetzen. In Ephyra in Thesprotien wollte er sich Pfeilgift von Mermeros’ Sohn Ilos besorgen; als er es aber nicht bekam, beschaffte er es sich beim taphischen Fürsten Anchialos. Obwohl sein Vater Laertes noch gesund war, erhielt Odysseus von ihm längere Zeit vor seinem Zug nach Troja die Regierung über Ithaka übertragen. Sein Herrschaftsgebiet umfasste außerdem die Nachbarinseln Zakynthos, Dulichion und Same sowie kleinere ionische Inseln und Teile der gegenüberliegenden Küste Akarnaniens. Vor allem die Identifizierung von Dulichion und Same ist seit der Antike heftig umstritten und bis heute nicht zweifelsfrei geklärt. Nach dem Schiffskatalog der Ilias gehörte Dulichion zur Zeit des Trojanischen Kriegs noch zum Herrschaftsbereich des Meges. Gemäß einer Stelle in der Odyssee herrschte zur Zeit der Ankunft des Odysseus in seiner Heimat allerdings ein König namens Akastos über Dulichion. Da aber an mehreren anderen Stellen des Epos Dulichion zusammen mit den übrigen im Besitz des Odysseus befindlichen Inseln genannt wird, ist in der Forschung die Meinung verbreitet, dass die Erwähnung des Akastos auf einer konkurrierenden (nichthomerischen) Sagentradition fußt und Homer ihn als lokalen Herrscher sieht, der Odysseus untergeben war.
Odysseus gehörte zu den zahlreichen Freiern Helenas, rechnete sich aber keine Chancen aus. Stattdessen stand er Helenas Vater Tyndareos mit einem klugen Rat zur Seite, wie dieser einen befürchteten Konflikt mit den nach der Wahl eines Gatten nicht zum Zuge gekommenen Freiern vermeiden könne. Er empfahl, dass alle Bewerber schwören sollten, den erwählten Gemahl Helenas bei allen aus dieser Ehe entstehenden Problemen zu unterstützen. Im Gegenzug setzte sich Tyndareos, der nun Menelaos als Bräutigam für seine Tochter bestimmte, bei seinem Bruder Ikarios dafür ein, dass dessen Tochter Penelope die Gattin von Odysseus wurde. Laut Pausanias hingegen habe Odysseus einen Wettlauf gewinnen müssen, um Penelopes Hand zu erhalten. Das Ehepaar bekam den Sohn Telemachos.

## Vorbereitungen zum Trojanischen Krieg
Nachdem Paris Helena nach Troja entführt hatte, mussten deren ehemalige Freier ihren Eid einhalten und Menelaos für eine geplante Expedition gegen Troja militärisch unterstützen. Die Odyssee deutet an, dass Odysseus ungern den Kriegszug mitmachte und von Agamemnon und Menelaos nur schwer zur Teilnahme überredet werden konnte. Laut dem in Proklos’ Chrestomathie enthaltenen Auszug aus den Kyprien täuschte Odysseus seinen zu ihm gereisten Besuchern Menelaos, Nestor und Palamedes vor, wahnsinnig zu sein, doch der schlaue Palamedes durchschaute ihn und erreichte durch Bedrohung des kleinen Telemachos die Aufdeckung des Truges. Nach den genaueren Ausführungen dieser Version durch Hyginus Mythographus bestand Odysseus’ gespielter Wahn darin, dass er vor seinen Gästen einen Pileus trug und ein Pferd und einen Ochsen vor seinen Pflug spannte; Palamedes legte aber Telemachos vor den Pflug und ermahnte dessen Vater, mit den Schwurgefährten zu ziehen, woraufhin dieser mitzukommen versprach. War also Odysseus hier auf dem Gebiet seiner ureigensten Stärke, der Listigkeit, von Palamedes besiegt worden, so rächte er sich später grausam an ihm.
So musste Odysseus in den Krieg aufbrechen und vertraute sein Hauswesen der Obhut seines Kameraden Mentor an. Zuerst übernahm er die Aufgabe, sich die Dienste des Achilleus für den geplanten Feldzug zu sichern. Nach der Ilias reiste er mit Nestor zu Peleus und holte dessen Sohn Achilleus und den Patroklos ab. Nach späterer Ausgestaltung der Sage wollte Thetis ihren Sohn Achilleus nicht ziehen lassen, da er nach einem Orakelspruch nicht lebend zurückkehren würde. Sie hatte ihn deshalb als Mädchen verkleidet unter den Töchtern des Königs Lykomedes von Skyros versteckt. Zu diesem begab sich Odysseus – mit oder ohne Begleiter – und entdeckte den Gesuchten durch die List, dass er neben für Mädchen gedachten Geschenken auch Waffen anbot, die Achilleus anzogen und/oder durch die Beobachtung von dessen Reaktion auf Trompetenklang. Nun schloss sich auch Achilleus dem Expeditionsheer der Griechen an.
Als einzige Quelle nennt die Bibliotheke des Apollodor Odysseus als Teilnehmer eines vergeblichen Versuchs der Griechen, auch König Kinyras von Zypern für den Krieg gegen Troja zu werben. Demnach kam Odysseus in Gesellschaft von Menelaos und Talthybios zu Kinyras, der einwilligte, 50 Schiffe zu stellen, dann aber nur eines sandte und die übrigen samt Bemannung aus Ton herstellte. Eine Randrolle spielte Odysseus sodann bei der Auseinandersetzung der Trojakämpfer mit Telephos. Diesem war von Achilleus mit dessen Lanze eine nicht verheilende Wunde beigebracht worden, die nach einem Orakel nur von demjenigen, der sie verursacht hatte, auch wieder geheilt werden konnte. Daher kam Telephos nach Argos, um Achilleus aufzusuchen, und als dieser einwandte, kein Arzt zu sein, deutete Odysseus das Orakel in dem Sinn, dass der Speer und nicht dessen Besitzer der Verursacher der Wunde sei, woraufhin Telephos durch abgeschabten Rost des Speers geheilt wurde.
Die in Aulis versammelte griechische Flotte, zu der Odysseus zwölf Schiffe beisteuerte, konnte wegen einer Windstille nicht auslaufen. Der Seher Kalchas erklärte, dass Artemis wegen ihres Zorns auf Agamemnon die Abfahrt der Flotte verhindere, die erst nach Opferung von Agamemnons Tochter Iphigenie möglich wäre. Odysseus begab sich zu deren Mutter Klytaimnestra und erreichte, dass Iphigenie nach Aulis geschickt wurde mittels der falschen Behauptung, dass sie Achilleus’ Gattin werden sollte. Artemis ersetzte aber das Mädchen auf dem Altar durch eine Hirschkuh. An tragischen Bearbeitungen dieser Episode ist Euripides’ Iphigenie in Aulis erhalten, wo Odysseus aber nicht auftritt.
Als die griechische Flotte nun nach Troja unterwegs war, rang Odysseus erfolgreich mit dem König Philomeleides von Lesbos. Da der Bogenschütze Philoktetes aufgrund eines Schlangenbisses eine eiternde Wunde hatte, deren übler Geruch dem griechischen Heer zunehmend lästig fiel, setzte Odysseus ihn auf Lemnos aus.
Vor Ausbruch der militärischen Konfrontation gingen griechische Gesandte – laut den meisten Quellen Odysseus und Menelaos – nach Troja, um die Rückgabe Helenas und gestohlener Schätze zu fordern. Im Fall der Erfüllung ihres Begehrens hätte der Krieg vermieden werden können. Den Gesandten war jedoch kein Erfolg beschieden. Nach einigen Quellen gerieten sie sogar in Gefahr, getötet zu werden, aber Antenor rettete sie. Dessen Familie wurde dafür nach Trojas Fall verschont.

## Rolle im Trojanischen Krieg

### Tötung des Palamedes
Noch vor dem Rückzug des verärgerten Achilleus aus dem Krieg übte Odysseus Vergeltung an Palamedes. Laut der Bibliotheke des Apollodor nötigte er einen phrygischen Gefangenen zum Verfassen eines Briefes, der angeblich von Priamos stammte und an Palamedes gerichtet war, wonach dieser als Verräter erschien. Anschließend vergrub Odysseus Gold in Palamedes’ Zelt und ließ den vermeintlich verräterischen Brief im Quartier der Griechen fallen. Agamemnon fand das Schriftstück und daraufhin das Gold, was zu Palamedes’ Steinigung führte. Hyginus berichtet leicht abweichend, dass Odysseus aufgrund eines angeblichen Traums die Verlegung des griechischen Lagers für einen Tag erreichte. In der Nacht versteckte er Gold unterhalb des vormaligen Standorts von Palamedes’ Zelt und ließ nahe dem Lager einen phrygischen Gefangenen ermorden, dem er zuvor einen selbst verfassten Brief mitgegeben hatte, in dem Priamos angeblich Palamedes im Fall von dessen Verrat Gold versprach. Nach der Rückverlegung des Lagers fand ein Soldat den Brief beim Leichnam des Phrygers und brachte ihn Agamemnon, der Nachschau hielt und das Gold fand, woraufhin die Armee Palamedes tötete. Gemäß der völlig abweichenden Darstellung in den Kyprien ist Palamedes beim Fischen von Odysseus und Diomedes ertränkt worden.

### Darstellung in der Ilias
Insbesondere zeichnete sich der von Homer als kleiner als Agamemnon, aber recht breitschultrig und als Günstling der Athene beschriebene Odysseus während des Trojanischen Krieges durch Listigkeit und Beredsamkeit aus; daneben war er auch ein tapferer Kämpfer. Als die Griechen zur Besänftigung von Apollons Zorn die von ihnen verschleppte Chryseis zu deren Vater Chryses zurückbringen mussten, führte Odysseus diese Mission aus. Er erreichte durch seine Redegabe, dem Heer den von Agamemnon zum Schein vorgeschlagenen vorzeitigen Rückzug wieder auszureden, wobei er den Störenfried Thersites züchtigte. Nachdem sein Freund Leukos von Antiphos getötet worden war, schleuderte er wütend Priamos’ unehelichem Sohn Demokoon einen Wurfspeer in die Schläfe. Später wurde Tlepolemos im Kampf mit Sarpedon tödlich verletzt, woraufhin Odysseus sieben Lykier erschlug, bis Hektor ihm Einhalt gebot. Er gehörte auch zu den Kandidaten für den Zweikampf mit Hektor. Als dann aber dem greisen Nestor vom herannahenden Hektor Gefahr drohte, kam Diomedes zu seiner Rettung und rief den flüchtenden Odysseus vergeblich um Beistand an. Wegen der verzweifelten Lage der Griechen sollte Achilleus wieder zur Teilnahme am Krieg bewogen werden, doch genügte auch Odysseus’ hierzu aufgebotenes rednerisches Talent nicht.
Hektor gelang es, ein trojanisches Lager in der Ebene zu errichten. Nun machten sich Odysseus und sein häufiger Begleiter Diomedes auf einen nächtlichen Spähergang und trafen den troischen Kundschafter Dolon, den sie verhörten und töteten; dann drangen sie in das Lager der neu angekommenen Thraker ein, erschlugen den König Rhesos und erbeuteten dessen auserlesene Pferde. Für den gelungenen Coup brachten sie Athene ein Dankopfer dar. Agamemnon trat am nächsten Tag durch die Tötung mehrerer troischer Helden hervor (Aristie), musste sich dann aber verletzt zurückziehen, woraufhin Hektor den Achaiern schwer zusetzte. Odysseus und Diomedes griffen nun erfolgreich in den Kampf ein, doch nach Diomedes’ Verwundung hatte sich Odysseus seiner Haut allein zu erwehren. Er konnte Sokos im Einzelkampf töten, erlitt dabei jedoch Verletzungen und wurde schließlich aus der Umzingelung seiner Feinde durch Menelaos und den großen Aias gerettet. Nach seiner Genesung nahm er an den Leichenspielen für Patroklos teil, besiegte den großen Aias im Ringkampf und gewann den Wettlauf gegen den schnelleren kleinen Aias, da Athene diesen hatte stolpern lassen.

### Waffenstreit mit Aias

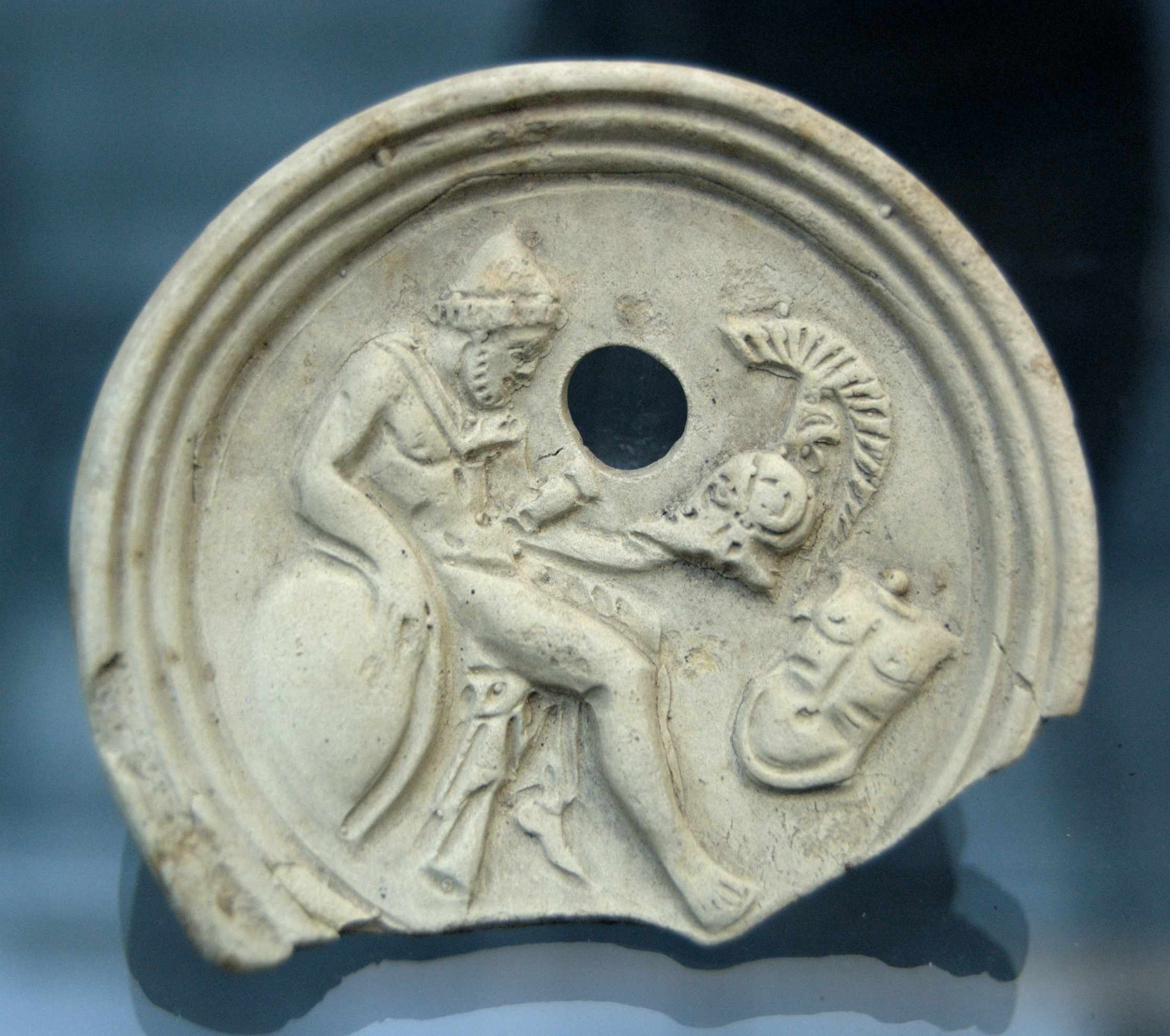
Odysseus sinnend, mit den Waffen des Achilleus (Schild, Helm und Panzer). Tönerne Öllampe, 1. Jh. n. Chr.

Achilleus tötete laut der Aithiopis die Amazonenkönigin Penthesileia, verliebte sich danach aber in die schöne Tote. Weil Thersites darüber spottete, wurde er von Achilleus niedergestreckt. Aufgrund des durch diesen Mord entstandenen Zwiespalts im griechischen Heer musste Achilleus auf Lesbos den Göttern opfern, woraufhin Odysseus ihn entsühnte.
Paris und Apollon töteten dann Achilleus, um dessen Leichnam der große Aias und Odysseus mit den Troern kämpften. Aias trug die Leiche mitten durch die Feinde hindurch fort und Odysseus deckte seinen Rückzug. Nun gerieten aber die beiden Krieger darüber in Streit, wem von ihnen die Waffen des gefallenen Helden gebührten. Mit dem Bericht über dieses Ereignis setzte die Kleine Ilias ein. Gemäß dem daraus referierenden Exzerpt des Proklos sorgte die Göttin Athene dafür, dass Odysseus den Waffenstreit gewann, woraufhin Aias wahnsinnig wurde und sich schließlich selbst tötete. Laut einem Scholion zu Aristophanes sei auf Anregung Nestors ein Gespräch trojanischer Mädchen belauscht und auf dessen Grundlage für Odysseus entschieden worden. Eine häufigere Version führt hingegen aus, dass Agamemnon als unparteiischer Schiedsrichter zu erscheinen versuchte und aufgrund der Aussage gefangener Troer, dass Odysseus ihnen mehr als Aias zugesetzt habe, dem Ersteren Achilleus’ Waffen zusprach. Insbesondere Ovid gestaltet das Rededuell der Kontrahenten vor den Schiedsrichtern breit aus, in dem Odysseus als der auf diesem Gebiet weit Begabtere gewann. Die von Sophokles verfasste Tragödie Aias zu diesem Thema ist erhalten.

### Beitrag zum Fall Trojas
Bald darauf nahm Odysseus laut der Kleinen Ilias den Seher Helenos gefangen. In der Bibliotheke des Apollodor wird dieser Schritt damit begründet, dass Helenos die nach einem Orakel nötigen Voraussetzungen wusste, wie Troja zu erobern sei. Andere Quellen lassen Helenos freiwillig die Seiten wechseln. Der Seher verkündete den Griechen, dass diese Troja solange nicht bezwingen könnten, bis sie die Gebeine des Pelops sowie Achilleus’ Sohn Neoptolemos und den von ihnen auf Lemnos ausgesetzten Philoktetes mit dem Bogen des Herakles geholt hätten; alternativ nennen manche Quellen anstelle der letztgenannten Bedingung die Entwendung des Palladions aus Troja.
Odysseus begab sich anschließend entweder allein oder mit Diomedes oder mit Phoinix nach Skyros, um den dort weilenden Neoptolemos zur Teilnahme am Trojanischen Krieg zu überreden und ihm Achilleus’ Waffen zu überreichen. Auch die Abholung des seit zehn Jahren auf Lemnos ein kärgliches Dasein führenden Philoktetes mitsamt dessen Herakles-Bogen war ein Werk des Odysseus, wobei er entweder allein oder gemeinsam mit Diomedes oder mit Neoptolemos handelte; laut der Kleinen Ilias hat aber Diomedes diesen Auftrag allein ausgeführt. Nach einer Sagenvariante wurde Philoktetes auf Weisung des Kalchas bereits vor Helenos’ Gefangennahme zurückgebracht. Alle drei großen Tragiker schrieben Dramen zu diesem Thema, doch ist nur Sophokles’ Philoktetes erhalten, in dem Odysseus sehr ungünstig charakterisiert wird. Machaon oder Podaleirios heilte den bei den Griechen eingetroffenen Philoktetes, der dann Paris erschoss.
Um als Spion unbemerkt nach Troja hineinzukommen, ließ Odysseus sich geißeln und verkleidete sich als Bettler. Helena erkannte ihn, verriet ihn aber nicht und erfuhr von ihm den Plan der Griechen zur Eroberung der Stadt. Er brachte mehrere Trojaner um und gelangte, um Wissen über einige feindliche Absichten bereichert, sicher ins griechische Lager zurück.

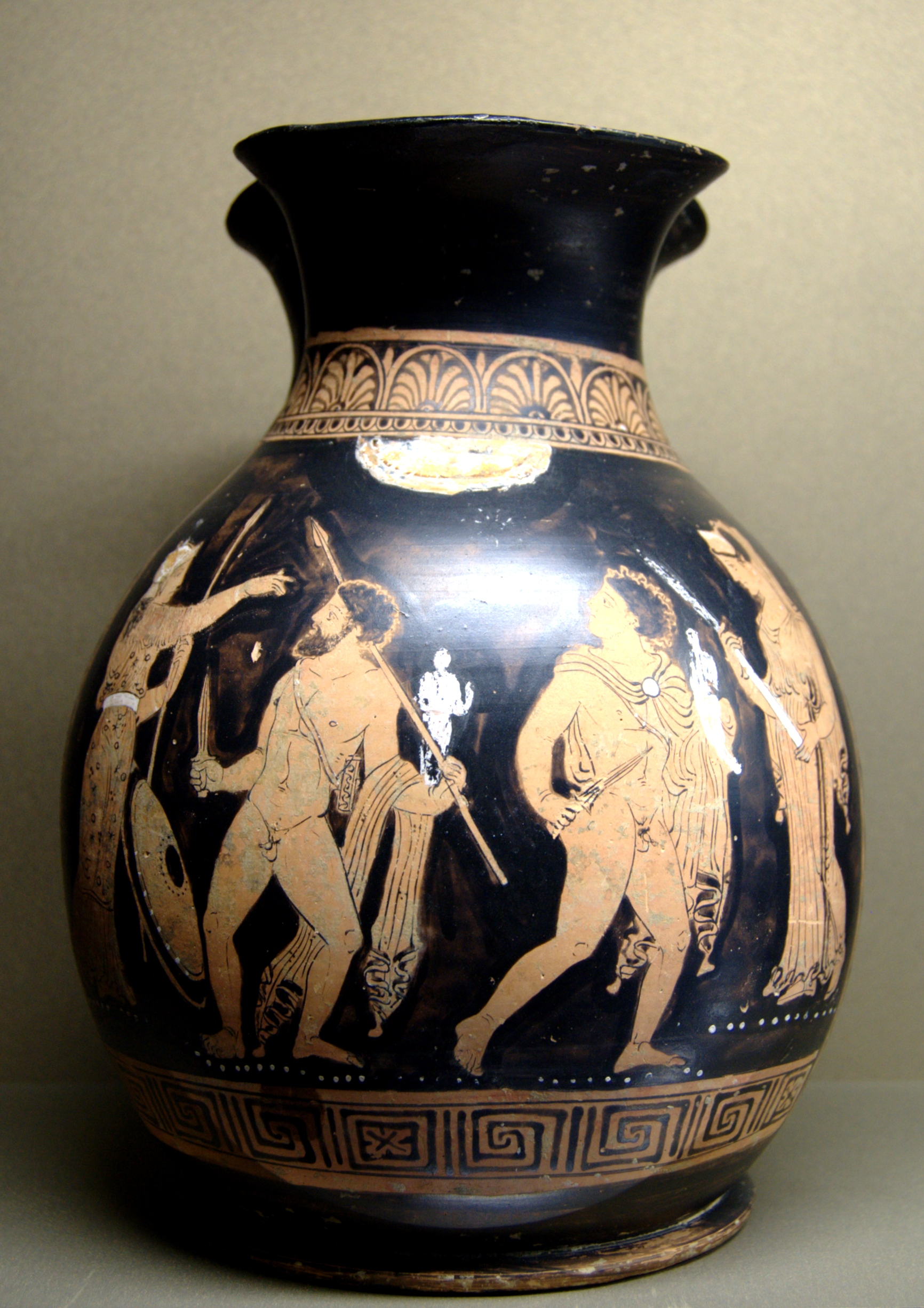
Odysseus und Diomedes stehlen das Palladion von Troja. Apulische rotfigurige Oinochoe aus dem Umkreis des Iliupersis-Malers (um 360–350 v. Chr.) aus Reggio di Calabria. Heute im Louvre, Paris.

Weit auseinander gehen die Angaben über den Zeitpunkt, zu dem Odysseus – nach den meisten Quellen zusammen mit Diomedes – das Athenebildnis, das Palladion, stahl; dies geschah laut manchen Versionen bereits vor Achilleus’ Tod, laut anderen hingegen erst nach der Herstellung des Trojanischen Pferdes. Dass dieser Raub zur siegreichen Beendigung des Krieges erforderlich war, wussten die Griechen entweder durch die Weissagungen des Kalchas oder des Helenos oder aufgrund alter Orakelsprüche. Einige antike Autoren berichten, dass die Räuber durch einen unterirdischen Kanal in Troja eindrangen. Weil Odysseus wünschte, dass ihm der Ruhm für die erfolgreiche Durchführung der Tat allein zukam, plante er auf dem Rückweg, den vor ihm gehenden Diomedes zu erstechen. Dieser sah jedoch im Mondlicht das Aufblitzen von Odysseus’ Dolch und konnte sich durch rechtzeitiges Zücken des eigenen Schwerts der Gefahr entziehen. Nun musste Odysseus an den Händen gefesselt vor ihm gehend zurückmarschieren.
Mehrere Autoren geben an, dass Odysseus der Erfinder des Trojanischen Pferdes war. Es sollte nach dem scheinbaren Abzug der Belagerer als religiöses Opfer getarnt nach Troja hineingeschleust werden; bei Nacht hatten dann in seinem Inneren verborgene Griechen herauszusteigen und ihren heimlich zurückgekehrten Landsleuten die Stadttore zu öffnen. Im Pferd sollen nach der Kleinen Ilias nicht weniger als 3000 Männer Platz gefunden haben, nach der kleinsten genannten Anzahl hingegen nur neun. Bei den meisten Darstellungen wird Odysseus als Anführer der im Pferd versteckten Krieger bezeichnet. Helena habe mit ihrem neuen Gemahl Deiphobos das Pferd begutachtet und zur Entdeckung einer möglichen Falle die Stimmen der Gemahlinnen einiger im Pferd eingeschlossenen griechischen Helden perfekt nachgeahmt. Diese hätten nur schwer ihr Stillschweigen bewahrt und Odysseus habe Antiklos den Mund zugehalten und ihn dabei laut Tryphiodoros sogar erstickt.
Der Plan der Griechen gelang. Odysseus führte während des nächtlichen Kampfes in Troja Menelaos zum Haus des Deiphobos und nahm an der dort sich entspinnenden Auseinandersetzung mit den Troern teil. Er beteiligte sich aber nicht nur am Gemetzel während der Zerstörung der Stadt, sondern auch in Erinnerung an die frühere freundliche Haltung Antenors ihm gegenüber an der Rettung von dessen Söhnen Glaukos und Helikaon. Vergeblich verlangte er die Steinigung des kleinen Aias, da dieser Kassandra vergewaltigt und dabei einen Altar Athenes geschändet hatte; zu Recht befürchtete er den Zorn der Göttin auf die Griechen. Gemäß der Iliu persis war er maßgeblich für die Tötung von Hektors kleinem Sohn Astyanax verantwortlich, den er laut einigen Darstellungen selbst von einem Turm herabstürzte, während die Kleine Ilias Neoptolemos die Mordtat zuschrieb. Nach manchen Autoren riet Odysseus auch sehr dazu, Polyxena auf Achilleus’ Grab zu opfern. Er bekam Priamos’ Gattin Hekabe zur Sklavin, die bald darauf in eine Hündin verwandelt worden sein und auf der thrakischen Chersones ihr Grab gefunden haben soll.

## Irrfahrten auf der Heimreise
Nach dem Sieg über Troja, dem zehn Jahre Krieg vorangegangen waren, begab Odysseus sich mit seinen 12 Schiffen auf die Heimreise, die Homer in der Odyssee beschrieb. Bereits in der Antike wurden viele Theorien über die Lokalisierung der von Homer erwähnten Örtlichkeiten aufgestellt. Die am häufigsten verbreiteten antiken Thesen werden bei der Erörterung der einzelnen Stationen von Odysseus’ Route jeweils kurz referiert.
Odysseus und seine Mannschaft hatten auf ihrer Reise zahlreiche Abenteuer zu bestehen und Unglücksschläge zu erleiden. Für einige waren sie selbst verantwortlich, andere hatten sie der Feindseligkeit namentlich des Meeresgottes Poseidon zu verdanken. Erst nach zehnjähriger Irrfahrt kehrte Odysseus nach Verlust aller Begleiter allein nach Ithaka zurück.

### Kikonen, Lotophagen, Polyphem
Zunächst erreichten Odysseus’ Schiffe nach ihrer Abfahrt aus Troja die thrakische Hafenstadt Ismaros, wo die Kikonen wohnten. Mit seinen Männern erstürmte Odysseus die Stadt und übte nur gegen den Apollonpriester Maron und dessen Gattin Nachsicht, wofür Maron ihm u. a. besonders berauschenden Wein schenkte. Bei einem Gegenstoß der Kikonen verlor Odysseus etliche Gefährten und musste fliehen.
Nach der Passage von Kap Malea im Südosten der Peloponnes verschlug ein starker Nordwind Odysseus’ Flotte nach neun Tagen zum Land der friedlichen Lotophagen (oft an der nordafrikanischen Küste, vor allem Djerba verortet). Odysseus musste drei seiner als Kundschafter ausgesandten Männer gewaltsam zurückholen, da sie nach dem Verzehr von Lotosfrüchten alles vergessen hatten und nicht zurückgekehrt waren.

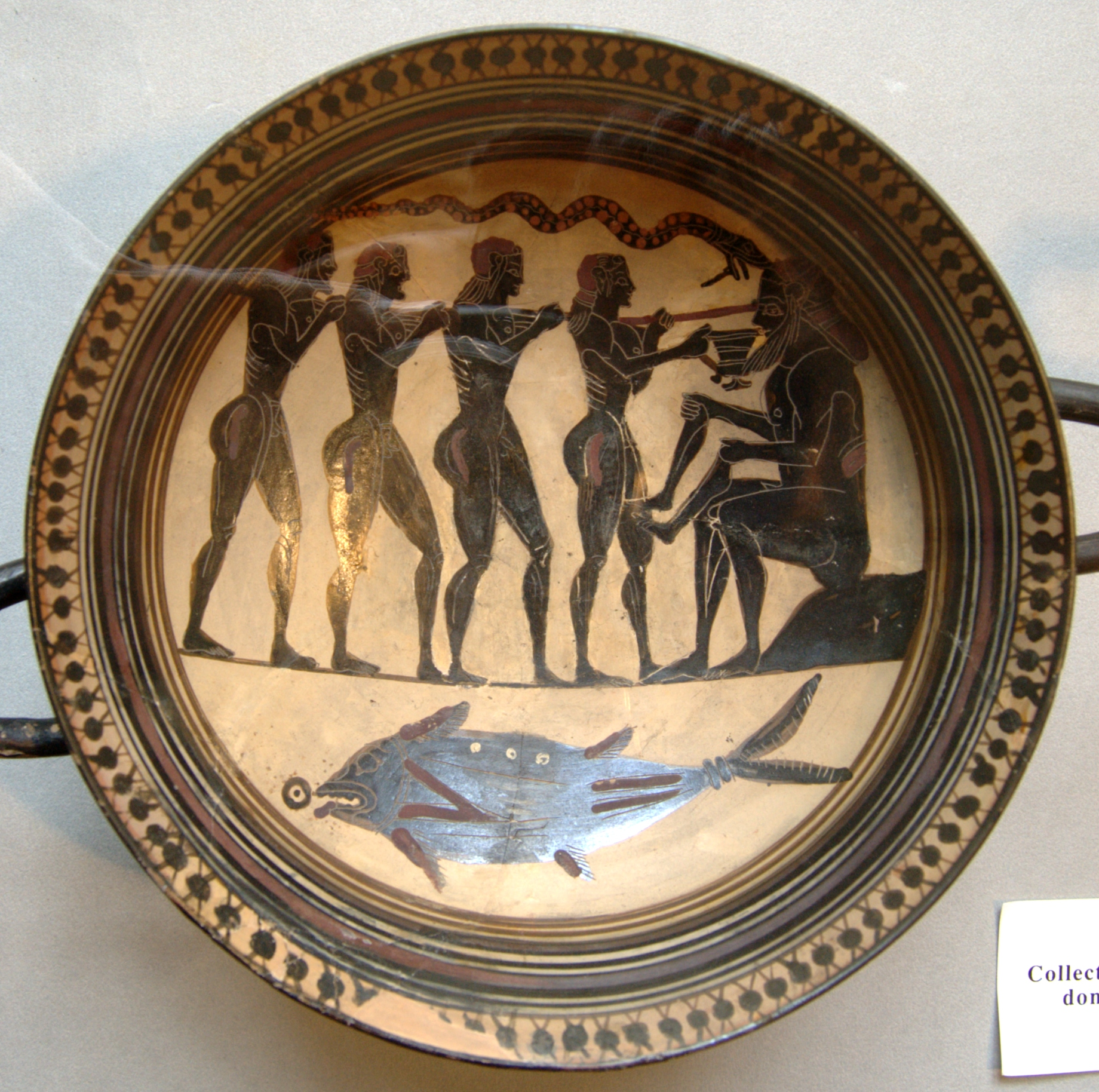
Odysseus und seine Gefährten blenden den Polyphem. Lakonisch-schwarzfigurige Schale des Reiter-Malers, ca. 565–560 v. Chr.

Die nächste Station auf Odysseus’ Irrfahrt war das Land der Kyklopen, das von zahlreichen antiken Autoren an verschiedenen Stellen Siziliens lokalisiert wurde. Zunächst ließ sich Odysseus mit seiner Mannschaft auf einer vorgelagerten Insel nieder, auf der keine Menschen, aber viele Ziegen lebten. Am dritten Tag fuhr Odysseus mit zwölf Gefährten zum gegenüberliegenden fruchtbaren Festland und ging mit ihnen in eine große Höhle, in der sie auf eine Schafherde stießen. Als Odysseus aus Neugier auf den Besitzer der Höhle wartete, stellte sich dieser als der einäugige Riese Polyphem heraus, der nach seiner Ankunft insgesamt sechs von Odysseus’ Männern verschlang und den Eingang mit einem großen Fels versperrte. Am nächsten Abend machte Odysseus mit Marons Wein den Hünen betrunken. Dieser fragte, redselig geworden, Odysseus, wie er hieße. Odysseus erwiderte in weiser Voraussicht, sein Name sei „Niemand“. Nachdem Polyphem einschlief, rammte ihm Odysseus mit seinen verbliebenen Gefährten eine glühende Pfahlspitze in das einzige Auge. Der Zyklop rief daraufhin bei seinen Nachbarn um Hilfe: „Niemand hat mich geblendet!"; so hielten ihn die anderen Zyklopen für verwirrt und gaben auf ihn nicht weiter Acht. Am folgenden Morgen setzte sich der Riese in den erneut geöffneten Höhleneingang, um die Griechen bei einem Fluchtversuch möglicherweise zu erwischen. Als aber seine Widder ins Freie traten, tastete er nur deren Rücken ab, während Odysseus und seine Männer sich an deren Bauchfell festklammerten. So konnten sie zu ihrem Schiff entkommen. Odysseus verhöhnte den Riesen und nannte ihm seinen wahren Namen, woraufhin sein Schiff fast von einem von Polyphem weggeschleuderten Felsbrocken getroffen worden wäre. Auf Polyphems Gebet zu seinem Vater Poseidon bereitete dieser Odysseus über Jahre hinweg große Schwierigkeiten auf der weiteren Reise.
Das diesen Stoff verarbeitende Drama Kyklops des Euripides ist erhalten. Einen neuen Aspekt brachte der Dithyrambendichter Philoxenos von Kythira in die Geschichte, indem er Polyphems unglückliche Liebe zur Nereide Galateia einführte. Vergil dichtete, dass Odysseus einen Gefährten namens Achaemenides auf der Insel der Kyklopen zurückließ, Aeneas den Herumirrenden bei der Vorbeifahrt an der sizilischen Küste fand und nach Latium brachte. Auch die antike bildende Kunst griff das Thema häufig auf.

### Aiolos, Laistrygonen, Kirke
Odysseus segelte nun nach Aiolia, der Insel des Windgottes Aiolos, die von klassischen Autoren oft für eine der Äolischen Inseln gehalten wurde. Aiolos empfing Odysseus freundlich und übergab ihm nach einmonatigem Aufenthalt alle ungünstigen Winde in einem Schlauch eingesperrt; nur der Westwind befand sich nicht darin, um den Seefahrern eine rasche Heimreise zu ermöglichen. Als die Heimat bereits sichtbar war und Odysseus schlief, öffneten seine Männer neugierig den Schlauch, woraufhin die Winde entwichen und ihre Schiffe erneut nach Aiolia verschlugen. Der Windgott verjagte sie diesmal allerdings, da er glaubte, Odysseus habe sich den Zorn der Götter zugezogen.
Auf der weiteren Fahrt kam Odysseus’ kleine Flotte nach sieben Tagen zum Hafen von Telepylos, der (in der Antike u. a. auf Sizilien oder Sardinien lokalisierten) Stadt der kannibalischen riesigen Laistrygonen. Deren König Antiphates konnten zwei von insgesamt drei durch Odysseus entsandte Kundschafter entkommen und ihren Herrn rechtzeitig warnen. Odysseus’ Schiff gelang als einzigem die Flucht, da es allein vorsichtshalber außerhalb der Hafeneinfahrt geankert hatte. Seine übrigen Fahrzeuge wurden von den Laistrygonen mit enormen Steinen zerschmettert und die Mannschaften von den Riesen verschlungen.
Als nächstes Ziel steuerte Odysseus die Insel Aiaia der Zauberin Kirke an, die nach antiken Thesen häufig an der Westküste Italiens lokalisiert und mit dem heutigen Monte Circeo identifiziert wurde, doch gab es auch andere Meinungen, nach denen die Insel weit davon entfernt östlich in Kolchis zu finden war. Odysseus bildete zwei Gruppen seiner verbliebenen Gefährten, und die zweite von Eurylochos angeführte Gruppe musste durch Losentscheid die Insel erkunden. Sie kamen zum Haus der Kirke, die sie scheinbar freundlich einlud, aber nach Weingenuss mit einer Gerte berührte und in Schweine verwandelte. Nur der misstrauische Eurylochos war der Einladung nicht gefolgt und konnte zu Odysseus zurückkehren. Dieser machte sich sofort zur Rettung seiner Gefährten auf und traf unterwegs den Gott Hermes, der ihm eine vor Kirkes Zauberei schützende Pflanze namens Moly und Verhaltensmaßregeln mit auf den Weg gab. Als Kirke nun auch Odysseus verwandeln wollte, gelang ihr dies aufgrund der Wirkung des Moly nicht; stattdessen wurde sie von ihm mit dem Schwert bedroht und musste bei den Göttern schwören, ihm nichts mehr Böses anzuhaben. Sie gab den verzauberten Gefährten ihre menschliche Gestalt wieder und wurde die Geliebte des Odysseus, der ein ganzes Jahr bei ihr verbrachte. Dann machte er sich auf Drängen seiner Männer wieder auf die Reise, die ihn nun zum Hades führte, da nach Kirkes Rat nur der Schatten des verstorbenen Sehers Teiresias wusste, wie er heim nach Ithaka gelangen könne. Spätere Sage dichtete Odysseus mehrere Söhne von Kirke an, die aber teilweise auch Kalypso zugeschrieben werden, so u. a. Telegonos und Latinos. Auch angebliche Gräber von einigen Gefährten des Odysseus in Kampanien und umliegenden Landschaften werden genannt.

### Hades, Sirenen, Skylla und Charybdis, Rinder des Helios

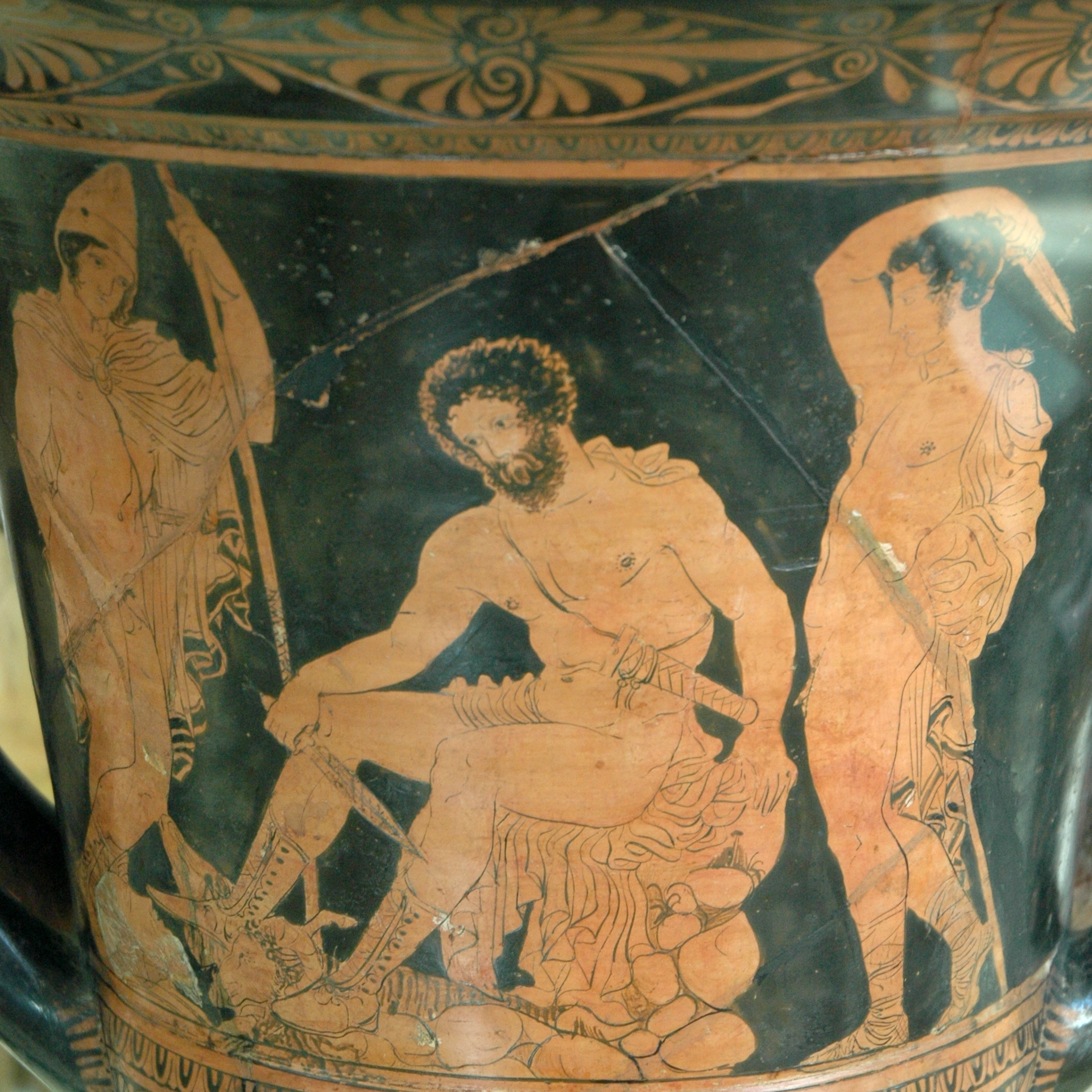
Umgeben von Eurylochos und Perimedes trifft Odysseus den Schatten des Teiresias. Lukanisch-rotfiguriger Kalyxkrater des Dolon-Malers, ca. 380 v. Chr.

Nach eintägiger Seereise erreichte Odysseus die Ufer des Okeanos. Dort lag das Land der Kimmerer, wo die Sonne nie schien. Nach Darbringung eines Trank- und Tieropfers an den Pforten des Hades erschienen die Schatten der Toten. Der Geist des Teiresias prophezeite Odysseus seine weiteren Schicksale. Er könne mit seinen Gefährten, wenn auch nicht einfach, in seine Heimat zurückgelangen, müsse sich aber davor hüten, die auf der Insel Thrinakia weidenden Rinder des Helios zu verletzen; ansonsten werde er Ithaka nur spät, allein und auf einem fremden Schiff erreichen. Dort werde er viele Freier Penelopes antreffen und sie töten; danach müsse er zur Entsühnung dem Meeresgott Poseidon dort einen Altar errichten und opfern, wo man das Meer gar nicht kenne, daher das Essen nicht salze und Odysseus’ mitgebrachtes Ruder für eine Schaufel halte. Erst danach sei ihm schließlich in seiner Heimat im hohen Alter ein sanfter Tod aus dem Meer bestimmt. Daraufhin sprach Odysseus mit dem Schatten seiner mittlerweile aus Kummer um ihn verstorbenen Mutter Antikleia und traf auch Geister von griechischen Helden und deren Gattinnen, darunter Achilleus und Agamemnon, der nach seiner Heimkehr auf Betreiben seiner Gemahlin Klytaimnestra ermordet worden war. Abschließend sah Odysseus noch die Qualen des Tantalos und Sisyphos und unterhielt sich mit Herakles, ehe er sich eilig davonmachte. Danach kehrte er mit seinen Männern zu Kirke zurück und begrub seinen Gefährten Elpenor, der vor Odysseus’ erster Abreise aus Aiaia durch einen Unfall ums Leben gekommen, dort unbestattet geblieben war und beim Gespräch mit Odysseus bei dessen Hadesfahrt um eine würdige Beisetzung gebeten hatte. Von Kirke wurde Odysseus über die ihm bevorstehenden Abenteuer auf der Weiterfahrt und die dabei nötigen Verhaltensmaßregeln informiert. Am folgenden Tag verließ er sie erneut.

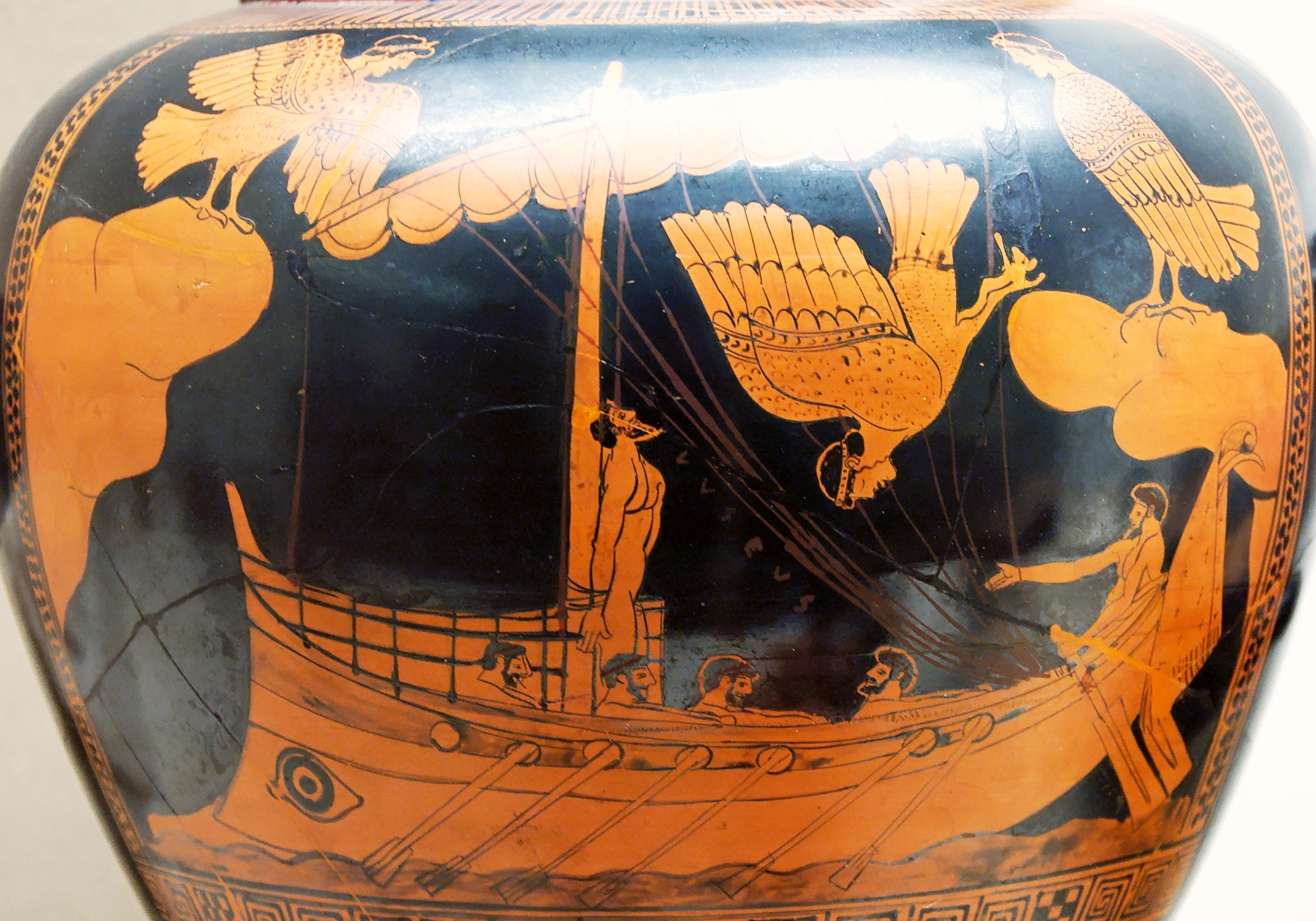
Odysseus ist am Mast des Schiffes festgebunden. Attisch-rotfiguriger Stamnos des Sirenen-Malers, ca. 480–470 v. Chr.

Nach Kirkes Rat verstopfte Odysseus seinen Männern vor der Vorbeifahrt an der (von antiken Autoren u. a. mit Samos gleichgesetzten oder nahe Sorrent lokalisierten) Insel der Sirenen die Ohren mit Wachs, seine eigenen aber nicht, um deren betörenden Gesang vernehmen zu können, der viele Seefahrer angelockt und ins Verderben gestürzt hatte. Um diesem Schicksal zu entgehen, ließ Odysseus sich am Mast festbinden und konnte daher beim Passieren der Insel der Sirenen deren Lockungen, obwohl er wollte, nicht folgen. Außerhalb ihrer Hörweite war die Gefahr überstanden.
Auf der weiteren Seeroute vermied Odysseus die gefährliche Passage der Plankten, zweier stark umbrandeter, in Flammen gehüllter Felsen, und wählte stattdessen die Fahrt durch jene (meist mit der Straße von Messina identifizierte) Meerenge, an deren beiden Seiten Skylla und Charybdis hausten. Charybdis war ein gefährlicher Wasserstrudel, der dreimal am Tag das Meerwasser einsog und später wieder ausspie. Odysseus hielt sein Schiff gemäß Kirkes Rat näher beim Felsen der Skylla, einem sechsköpfigen Ungeheuer. Er griff zu den Waffen und versuchte seine Männer vor Skylla zu schützen, konnte aber nicht verhindern, dass sie sechs von ihnen fraß.
Der Kurs führte nun zur Insel Thrinakia. Aufgrund der Warnungen von Teiresias und Kirke, die dort weidenden Rinder und Schafe des Sonnengottes Helios anzurühren, wollte Odysseus vorbeirudern, doch musste er dem Druck seiner erschöpften, fast meuternden Männer nachgeben und an Land dieser Insel Halt machen. Einen Monat lang reichten Kirkes Vorräte, in welchem Zeitraum sich die Gefährten an ihren Schwur hielten, Helios’ Tiere zu verschonen. Wegen ungünstiger Winde mussten sie aber noch länger auf Thrinakia verharren und schlachteten auf Eurylochos’ Anstiften gegen die ausdrückliche Weisung des Odysseus, während dieser schlief, einige Rinder des Sonnengottes. Dieser verlangte von den anderen Göttern die Bestrafung der Schuldigen und so sandte Zeus, als Odysseus und seine Männer wieder ins Meer gestochen waren, einen Orkan, der ihr Schiff zerstörte. Alle an Bord Befindlichen ertranken; nur Odysseus konnte sich aus den Trümmern ein Floß basteln und so überleben. Als er wieder an Charybdis vorbeigetrieben wurde, sog sie sein Floß ein. Doch gelang es ihm, sich an einen überhängenden Feigenbaum ihres Felsen zu klammern. Als sein Fahrzeug unter ihm wieder zum Vorschein kam, ließ er sich fallen und ruderte rasch aus der Gefahrenzone. Nach zehn Tagen wurde er zur Insel Ogygia der Nymphe Kalypso getrieben. Ogygia wurde unter anderem mit Gavdos bei Kreta, Gozo, Madeira, Stromboli sowie mit dem Kap Punta Meliso an der apulischen Küste identifiziert.

### Kalypso, Phaiaken
Kalypso empfing Odysseus freundlich und machte ihn zu ihrem Geliebten. Sie versprach ihm Unsterblichkeit und ewige Jugend, wenn er für immer bei ihr bleibe. Odysseus weilte nun sieben Jahre bei ihr und teilte mit ihr das Bett, sehnte sich aber mit der Zeit trotz aller Verlockungen nach Ithaka zu seiner Gattin Penelope zurück. Er hätte seine Heimat nie erreicht, wenn sich nicht Athene für ihn am Olymp eingesetzt hätte. Als sich sein erbitterter Gegner Poseidon im fernen Äthiopien befand, überredete die Göttin Zeus, ihrem Günstling endlich die Heimkehr zu ermöglichen. Auf Geheiß des obersten Gottes gebot Hermes Kalypso, Odysseus freizugeben. Widerwillig folgte sie und stattete Odysseus mit Werkzeug zum Schiffsbau aus, so dass er sich schließlich wieder auf den Weg machen konnte. Von Kalypso soll Odysseus mehrere (teilweise aber auch Kirke zugeschriebene) Söhne gehabt haben u. a. Nausinoos und Nausithoos.
Nach 17-tägiger Seereise sah Odysseus die Küste des (im Altertum meist mit Kerkyra identifizierten) Phaiaken-Landes Scheria. Da bemerkte ihn Poseidon und ließ ihn durch einen Sturm aus seinem Boot schleudern. In höchster Not erschien ihm die Meeresgöttin Leukothea und riet ihm, unter Verzicht auf sein zerstörtes Boot aus eigener Kraft schwimmend die Küste der Phaiaken anzusteuern. Damit er dabei nicht ertrank, gab sie ihm ihren Schleier, den er sich umbinden sollte. Nach anfänglichem Misstrauen folgte er dem Rat und mit Unterstützung Athenes, die ihm den Weg durch die Wellen bahnte, erreichte er nach zwei Tagen schwimmend das Ufer von Scheria. Fast wäre er an den Felsen zerschmettert worden, fand dann aber an einer Flussmündung eine bessere Landungsmöglichkeit. Er errichtete unter zwei Büschen ein Blätterlager und schlief darauf erschöpft ein.
Athene bewirkte, dass Nausikaa, die Tochter des Phaiaken-Königs Alkinoos, mit ihren Dienerinnen zum Wäschewaschen zur Flussmündung ging. Ihre Stimmen weckten Odysseus, der als mit Meeresschlamm bedeckter Nackter, nur seine Blöße mit einem Zweig bedeckend, die Königstochter demütig um Hilfe bat und schmeichelnd ihre Schönheit pries. Er konnte Nausikaa rasch für sich einnehmen; sie kleidete ihn prächtig, gab ihm zu essen und geleitete ihn bis vor die Stadt. Dann begab er sich zum Königspalast und bat nach Nausikaas Rat zuerst deren Mutter Arete um Unterstützung. Dies fruchtete; und Odysseus wusste sich durch sein Auftreten so zu empfehlen, dass Alkinoos ihn gern als Schwiegersohn gesehen hätte. Doch zeigte sich der Herrscher auch bereit, dem Fremden zur raschen Heimkehr zu verhelfen. Am nächsten Tag verriet Odysseus schließlich seine wahre Identität und erzählte den Phaiaken von seinen Erlebnissen. Auf einem ihrer Schiffe wurde er dann reichbeschenkt pfeilschnell nach Ithaka gebracht und schlafend an der Küste der Insel abgesetzt, doch zogen sich die Phaiaken deswegen Poseidons Zorn zu.

## Kampf gegen Penelopes Freier
Als Odysseus erwachte, erkannte er seine Heimat anfangs nicht wieder und wähnte sich von den Phaiaken in einem fremden Land ausgesetzt. Da kam Athene und klärte ihn auf, dass er tatsächlich in Ithaka war. In seinem Palast belagerten zahlreiche Freier, die ihn aufgrund seiner langen Abwesenheit für tot hielten, seine treue Gattin und verprassten sein Gut. Da es deswegen zu gefährlich war, allein in sein Haus zurückzukehren, verwandelte die Göttin ihn in einen unansehnlichen alten Bettler. So konnte er unerkannt die nächsten Schritte planen, wozu auch gehörte, dass er verschiedene Leute einschließlich Verwandter und Bediensteter mit diversen Lügenerzählungen prüfte. Zunächst begab er sich zur Hütte des ihm loyal gebliebenen Schweinehirten Eumaios und wurde von diesem freundlich empfangen, gab sich ihm aber dennoch nicht zu erkennen. Dort tauchte sein Sohn Telemachos auf, der soeben von einer Erkundigungsmission über den Verbleib seines Vaters bei Menelaos zurückgekommen war. Als Eumaios fortging, um Penelope die Rückkehr ihres Sohnes zu melden, enthüllte Odysseus Telemachos seine Identität und sie bereiteten einen Plan zur Tötung der Freier vor.

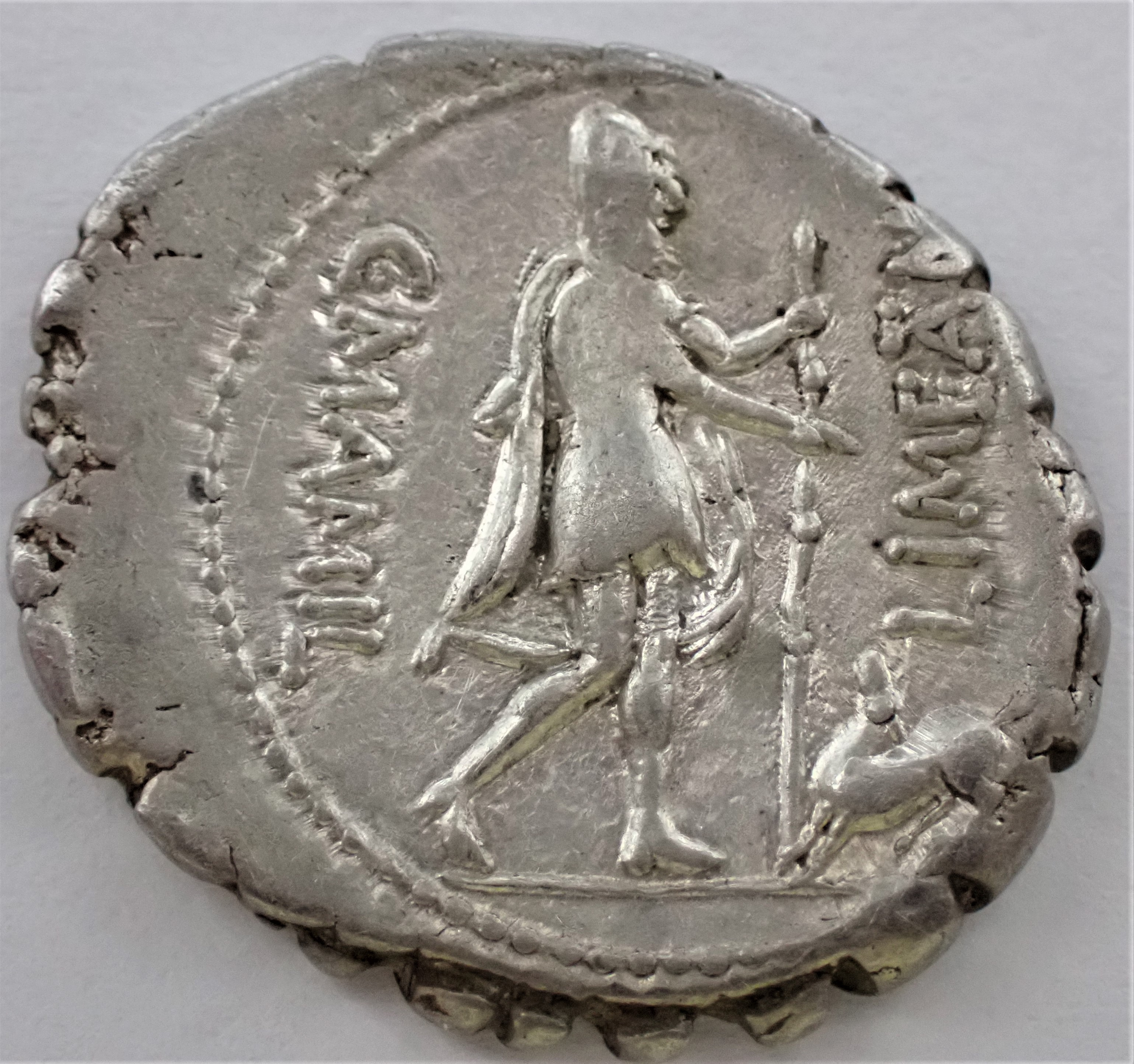
Odysseus wird von Argos begrüßt, Denar des C. Mamilius Limetanus aus dem Jahr 82 v. Chr.; die gens Mamilia sah sich als Nachkommen des Odysseus

Telemachos ging zuerst in den Palast zurück, wohin Eumaios und Odysseus in seiner Bettlerverkleidung kurz danach ebenfalls aufbrachen. Unterwegs wurden sie vom Ziegenhirten Melanthios, der die Seiten gewechselt hatte, beschimpft, doch war es für Odysseus zur Verwirklichung seines Plans nötig, mit seiner Rache noch zuzuwarten. Am Ziel angekommen erkannte ihn nur sein alter, gleich darauf versterbender Hund Argos wieder. Im Palast schritt er zur Prüfung der Einstellung der dort Anwesenden ihm gegenüber. So bat er die Freier um Essen. Die meisten von ihnen gaben ihm etwas, Antinoos jedoch schmiss ihm einen Schemel an die Schulter. Einen anderen Bettler, Iros, der ihn verhöhnte, konnte er mit Leichtigkeit niederstrecken. Dann erschien Penelope und benachrichtigte ihre Verehrer, dass sie nach einem so langen Fernbleiben ihres Gatten bald zu einer neuen Heirat bereit sei. Später wurde eine untreue Magd, Melantho, die Schwester des Melanthios, gegen Odysseus ausfallend. Auch ihr Geliebter, ein Freier Penelopes namens Eurymachos, schmähte Odysseus. Ein heftiges Wortgefecht folgte, aber Amphinomos entschärfte die Situation.
Nach dem Weggang der Freier entfernten Odysseus und sein Sohn die Waffen aus der Festhalle und sperrten sie in der Vorratskammer ein. Danach hatte Odysseus allein eine Zusammenkunft mit Penelope, gab sich ihr gegenüber als adliger Kreter Aithon aus und erwarb ihr Vertrauen. Er behauptete, ihren so lange abwesenden Gatten von früher her zu kennen; dieser werde bald heimkehren. Als daraufhin Odysseus’ alte Amme Eurykleia ihm die Füße wusch, erkannte sie ihren Herrn an jener Narbe wieder, die von der einstigen Eberattacke herrührte, doch durfte sie dies niemandem verraten.

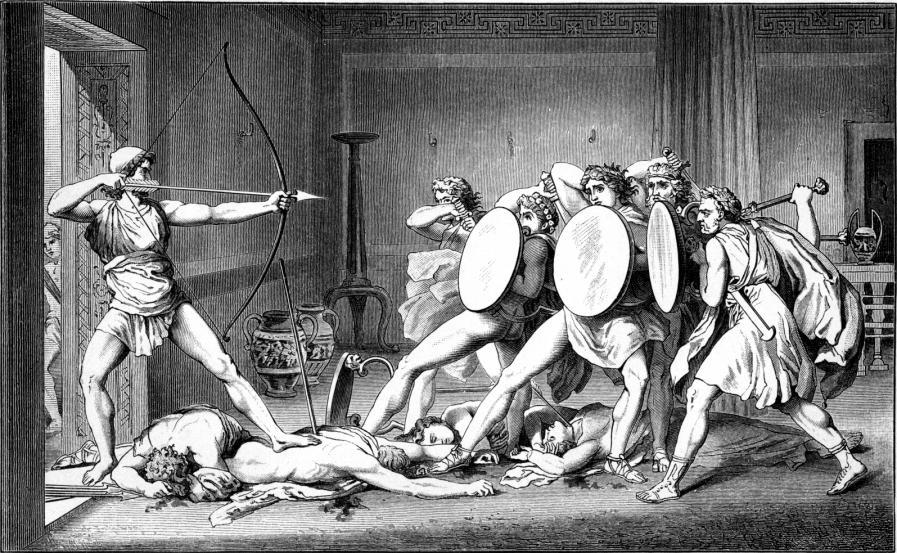
Odysseus erschießt die Freier. Aus einer Ausgabe der Sagensammlung von Gustav Schwab.

Im Anschluss an das Festmahl des nächsten Tages forderte Penelope die Freier zu einem Wettkampf auf. Wer von ihnen mit dem Bogen des Eurytos, den Odysseus einst von dessen Sohn Iphitos bekommen hatte, einen Pfeil durch die Schaftlöcher von zwölf in einer Reihe stehenden Äxten zu schießen vermöge, werde ihre Hand erhalten. Der ebenfalls anwesende Odysseus verließ inzwischen den Saal, gab sich seinen treuen Dienern Eumaios und Philoitios zu erkennen und instruierte sie. Dann begab er sich wieder in die Halle und bemerkte, dass keiner der Freier zum Spannen des Bogens in der Lage gewesen war. Trotz deren Protesten blieb die sich danach zurückziehende Penelope dabei, auch dem „Bettler“ einen Versuch zu gestatten, was Telemachos endlich durchsetzte. Nun gelang Odysseus mühelos der erforderliche Meisterschuss, woraufhin er zuerst Antinoos und Eurymachos mit Pfeilen durchbohrte. In der Folge kämpfte er, von seinem Sohn und seinen beiden treuen Knechten unterstützt, gegen die Übermacht der übrigen Freier. Melanthios lieferte den Freiern Waffen aus, wurde dann aber von Eumaios und Philoitios festgebunden. Letztlich gelang es Odysseus und seinen wenigen Gefährten, mit dem Beistand Athenes alle Freier zu töten. Die illoyalen Dienerinnen mussten die blutüberströmte Halle reinigen und wurden darauf von Telemachos aufgehängt. Auch Melanthios entging seiner Strafe nicht.
Eurykleia weckte die fest schlafende Penelope, die aber erst dann glaubte, dass ihr Gemahl tatsächlich heimgekehrt war, als Odysseus ihr ein Geheimnis nannte, das nur er kennen konnte. Später suchte Odysseus seinen alten Vater Laertes auf, der aus Ekel vor den Freiern und Kummer um seinen Sohn ärmlich in einer abgelegenen Hütte gehaust hatte, prüfte auch ihn und gab sich dann dem nun glückseligen Greis zu erkennen. Der Freiermord führte Odysseus, seine Familie und seine anhänglichen Diener zu einem letzten Kampf gegen die mächtigen Familien der getöteten Männer, Athene trennte jedoch die Streitparteien und stellte den Frieden zwischen Odysseus und seinen Untertanen wieder her.

## Spätere Schicksale und Tod
Mit Odysseus’ Wiedererlangung der Herrschaft über Ithaka endet die Odyssee. Die von Homer nicht berichteten letzten Schicksale des Odysseus und sein Tod wurden von anderen Schriftstellern äußerst widersprüchlich dargestellt. In der ältesten, zum Epischen Zyklus gehörenden, fragmentarisch erhaltenen Telegonie wurde von Odysseus’ Reise nach Elis berichtet, wo König Polyxenos ihm Gastfreundschaft gewährte. Danach kam Odysseus wieder nach Ithaka, opferte nach Weisung des Teiresias und reiste nach Thesprotien, wo er die Königin Kallidike ehelichte und mit ihr den Sohn Polypoites hatte. Als Kallidike starb, übergab er Polypoites die Regierung und reiste in seine Heimat zurück. Nun wurde sein mittlerweile erwachsener Sohn Telegonos, den er mit Kirke zeugte, nach Ithaka verschlagen, das dieser nicht erkannte. Wegen eines Rinderraubs geriet er mit seinem ihm ebenfalls unbekannten Vater in Konflikt und tötete diesen mit einem Speer, dessen Spitze ein Rochenstachel war, womit die Prophezeiung des Teiresias bezüglich des „exmaritimen“ Todes des Odysseus (teilweise) erfüllt war, da der todbringende Rochenstachel aus dem Meer stammte. Als Telegonos erfuhr, dass er seinen Vater ermordet hatte, brachte er dessen Leichnam sowie Penelope und Telemachos zu Kirke auf die Insel Aiaia. Die Zauberin machte Penelope und Telemachos unsterblich und es fand eine Doppelhochzeit zwischen Telegonos und Penelope einerseits sowie Telemachos und Kirke andererseits statt. Hyginus fügt u. a. als weiteren Zug hinzu, dass Odysseus durch ein Orakel gewarnt worden war, sich vor dem Tod durch seinen Sohn in Acht zu nehmen.
In Aischylos’ Psychagagoi weissagte laut einem daraus erhaltenen Fragment Teiresias dem Odysseus, sein Kopf werde von einem herunterfallenden Kot eines Reihers getroffen werden und von einem darin enthaltenen Giftstachel eines Seetiers einen Brand bekommen. In Sophokles’ verlorenem Drama Euryalos begab sich Odysseus nach dem Freiermord nach Epirus und verführte dort die Tochter Euippe seines Gastgebers Tyrimmas. Aus der Liaison ging der Sohn Euryalos hervor, der als Erwachsener nach Ithaka kam, aber durch Intrigen der eifersüchtigen Penelope von Odysseus, der ihn nicht erkannte, getötet wurde.
Penelope soll Odysseus nach seiner Rückkehr von seinen Irrfahrten einen weiteren Sohn Poliporthes geboren haben. Die Bibliotheke des Apollodor berichtet, dass manche antiken Autoren im Widerspruch zu Homer angaben, Penelope sei ihrem Gatten während dessen langer Abwesenheit nicht treu geblieben. Eine Sagenvariante führte demnach aus, dass Penelope sich von Antinoos hatte verführen lassen, von Odysseus zu ihrem Vater Ikarios zurückgeschickt und später in Mantineia in Arkadien durch Hermes die Mutter des Pan wurde. Der Vergil-Kommentator Servius gibt hingegen an, dass Pan das Kind von Penelope und allen Freiern gewesen sei, das Odysseus nach seiner Rückkehr in seinem Haus angetroffen habe und von dessen Anblick erschreckt geflohen und auf neue Wanderungen gegangen sei. Nach einer anderen Darstellung tötete Odysseus seine Gattin, weil sie die Geliebte des Amphinomos gewesen war.
Es wurde auch erzählt, dass Odysseus von den Angehörigen der getöteten Freier angeklagt und Neoptolemos zum Richter bestellt wurde. Da Neoptolemos die zu Odysseus’ Besitz gehörende Insel Kephallenia in seinen Besitz bringen wollte, ließ er Odysseus verbannen. Dieser begab sich nach Ätolien zum König Thoas, bekam aus der Ehe mit dessen Tochter einen Sohn Leontophonos und starb als sehr alter Mann. Ein von Plutarch bewahrtes Fragment des Aristoteles berichtet, dass der von Odysseus und den Familienangehörigen der ermordeten Freier als Schiedsrichter akzeptierte Neoptolemos Odysseus ins Exil schickte, der nach dieser Version aber nach Italien auswanderte; gleichzeitig verurteilte Neoptolemos die Verwandten der Freier, Telemachos jährlich eine gewisse Menge agrarischer Produkte zu übersenden. Auch laut anderen Autoren sei Odysseus schließlich nach Italien gekommen. Gemäß Xenagoras habe er mit Kirke drei Söhne, Rhomos, Anteias und Ardeas gehabt, welche die drei nach ihnen benannten Städte Rom, Antium und Ardea gegründet hätten.
Einige Schriftsteller wussten von Odysseus’ angeblicher Verwandlung in ein Pferd durch Athene. Laut Ptolemaios Hephaistionos habe hingegen eine tyrrhenische Zauberin diese Verwandlung durchgeführt; Odysseus wäre dann bei ihr geblieben, bis er an Altersschwäche verschieden sei.

## Datierungsansätze

### Sonnenfinsternis-Theorie
Plutarch und Heraklit interpretierten die letzten beiden Verse einer Passage über Odysseus’ Heimkehr im 20. Buch von Homers Odyssee als poetische Umschreibung einer Sonnenfinsternis in der Region der Ionischen Inseln – ein Ereignis, das dort nur etwa alle 360 Jahre auftritt. Die Passage lautet (in der Übersetzung von Roland Hampe):
Und Theoklýmenos, göttergleich, sprach da unter ihnen:

„Oh, ihr Armen, welch ein Übel befiel euch? In Nacht

Sind eure Köpfe gehüllt und Gesichter und unten die Kniee.

Wehgeschrei entbrennt, von Tränen benetzt sind die Wangen,

Und vom Blute bespritzt sind Wände und das schöne Gebälke;

Und von Schatten ist voll das Vorhaus, füllt sich der Hof an,

Die zum Érebos ziehn ins Dunkel, aber die Sonne

Ist vom Himmel getilgt, und böse Finsternis aufsteigt.“
Die Theorie einer Sonnenfinsternis war lange bekannt gewesen, wurde ursprünglich jedoch skeptisch aufgenommen und bereits von einigen antiken Autoren abgelehnt. Odysseus’ Rückkehr war bereits von Carl Schoch und Paul Neugebauer (1926) auf den bekannten Tag der ägäischen Sonnenfinsternis am 16. April 1178 v. Chr. datiert worden. J. R. Minkel behauptet, dieser Datierungsansatz sei überwiegend auf Ablehnung gestoßen, weil generell angenommen würde, dass die antike griechische Astronomie sich erst nach der Niederschrift der Odyssee entwickelt habe.
Hauptargument gegen eine Deutung dieser Stelle als Beschreibung einer Sonnenfinsternis war aber schon in der Antike der Kontext. Wilhelm Dörpfeld wiederholte 1926 – als Reaktion auf Schoch – noch einmal, dass Theoklymenos den Tod der Freier voraussagt und die Passage „die Sonne ist vom Himmel getilgt, und böse Finsternis aufsteigt“ in Zusammenhang mit Erebos, dem Totenreich, zu sehen sei, in das die Freier nach ihrem baldigen Tod gelangen würden und in dem nach griechischer Vorstellung die Sonne nicht scheine, daher Finsternis herrsche. Ferner verwies Dörpfeld darauf, dass in den folgenden Dialogen keine Rede von Finsternis sei, außer an einer Stelle, in der das Dunkel im Palast zur Helligkeit draußen kontrastiert wird. Zudem verweist Dörpfeld darauf, dass keine andere Person, inklusive des Erzählers, eine Sonnenfinsternis andeutet und die Freier Theoklymenos nicht glauben.

### Baikouzis und Magnasco
Die Biophysiker Baikouzis und Magnasco (2008) wählten als alternativen Ansatz einen Verzicht auf die auch ihrer Meinung nach unsichere Theorie der Sonnenfinsternis und analysierten die letzten Etappen von Odysseus’ Reise auf weitere potentielle Erwähnungen astronomischer Beobachtungen wie seltener Konstellationen von Sternbildern und Planeten. Sie kamen zu dem Schluss, dass an dem Tag, an dem Odysseus die Freier tötete, Neumond war, vier Tage zuvor, bei seinem Eintreffen auf Ithaka, Venus vor Sonnenaufgang hoch am Firmament stand, die Plejaden sowie das Sternbild Bootes auf der Fahrt von Ogygia nach Scheira am Abend gleichzeitig sichtbar waren. Bootes soll dabei aber später als die Plejaden am Himmel aufgegangen sein.
Daraufhin durchsuchten sie einen 135-jährigen Zeitraum (1250 bis 1115 v. Chr.) nach dieser homerischen Himmelskonstellation und berechneten 15 mögliche Tage für Odysseus’ Rückkehr nach Ithaka. Basierend auf ihrer These, dass in Homers Beschreibung des Gottes Hermes, der vor der Abfahrt des Odysseus gen Westen nach Ogygia flog, der Planet Merkur über dem westlichen Horizont chiffriert war, legten die Biophysiker unabhängig von der früheren Untersuchung Odysseus’ Rückkehr ebenfalls ins Frühjahr 1178 v. Chr., was die spezifischere Datierung auf den 16. April 1178 v. Chr. unterstützt.
Obwohl die Arbeit von Baikouzis und Magnasco ein breites Medienecho fand, ging die altphilologische und althistorische Forschung lange Zeit nicht auf sie ein.

### Gainsford
2012 veröffentlichte Peter Gainsford von der Universität Wellington einen Artikel, in dem er sowohl die allgemeine Methodik als auch die einzelnen Punkte, die Baikouzis und Magnasco ihrem Datierungsansatz zugrunde legten, kritisch hinterfragte. Insgesamt lehnt er die Ergebnisse von Baikouzis und Magnasco ab.
- Wie auch Baikouzis und Magnasco einschränkten, betont Gainsford, dass die Identifizierung von Hermes mit dem Planeten Merkur in der griechischen Antike erst durch eine Passage bei Platon belegbar ist. Ansonsten gebe es keine Hinweise für eine solche Gleichsetzung, nicht einmal in Aratos’ Werk über Himmelserscheinungen (Phainomena), in dem es auch keinen Hinweis darauf gebe, dass Reisen von Göttern Himmelserscheinungen gleichzusetzen seien.[117]
- Weiter verweist Gainsford darauf, dass die Annahme, während Odysseus’ Fahrt von Ogygia zum Land der Phaiaken sei Bootes später als die Plejaden sichtbar gewesen (das Argument, weswegen Baikouzis und Magnasco die Fahrt zwischen Februar und April ansetzen), dem Originaltext nicht zu entnehmen sei, die englische Übersetzung dieses aber suggerieren könne.[118]
- Ferner weist Gainsford darauf hin, dass die Aithioper, von denen sich Poseidon zum Olymp begibt, nach der griechischen Vorstellung vor dem 5. Jahrhundert v. Chr. am Rande der Welt, im Osten lebten und nicht im Süden, wie Baikouzis und Magnasco annehmen. Zudem sei eine Identifizierung von Poseidon mit der Erde äußerst zweifelhaft und durch antike Quellen nicht belegt.[119]
- Die vierte Annahme, dass Venus bei der Ankunft der Phaiaken auf Ithaka am frühen Morgen sichtbar war, gehe aus der Odyssee zwar hervor, nicht aber, dass die Sonne frühestens 90 Minuten später aufging, wie Baikouzis und Magnasco ihrer Theorie zugrunde legen.[120]
- Die fünfte Annahme, dass am Tag der Tötung der Freier Neumond herrschte, entspräche der herrschenden – aber nicht unstrittigen – Forschungsmeinung und sei sowieso Voraussetzung für eine eventuelle Sonnenfinsternis.[121]

Allgemein kritisiert Gainsford, dass Baikouzis und Magnasco nicht alle in der Odyssee enthaltene eventuelle Hinweise auf Himmelserscheinungen – sofern man Reisen der Götter als astronomische Ereignisse interpretiere – berücksichtigen, sondern sich „die Rosinen herausgepickt hätten“. Des Weiteren kritisiert Gainsford, dass zwar eine von zwei für die Theorie relevanten Stellen, in denen die Ilias wörtlich zitiert wird, von Baikouzis und Magnasco als Zitat erkannt wurde, sie daraus aber keine Schlüsse gezogen hätten.
Außerdem seien die Zeitangaben bei Homer nach herrschender Meinung nicht wörtlich zu nehmen, wie es die Biophysiker voraussetzten. Einige Zeitangaben würden sich bei Homer derart häufig wiederholen, dass man von symbolischen Angaben ausgehen müsse. Auch die Diskrepanz der Chronologie innerhalb der Odyssee zwischen der Reise des Odysseus und der gleichzeitigen Reise des Telemach nach Pylos und Sparta sei nicht ausreichend besprochen worden.
Schließlich kritisiert Gainsford den Zeitrahmen (1250–1115 v. Chr.), den Baikouzis und Magnasco gewählt haben, um die von ihnen angenommenen Himmelsereignisse zu datieren. Baikouzis und Magnasco halten Troja VIIa, deren Zerstörung sie um ca. 1190 v. Chr. annehmen, für das homerische Troja. Gainsford verweist darauf, dass auch die späten Schichten von Troja VI in Betracht gezogen werden müssten, was den Trojanischen Krieg wesentlich früher datieren würde. Anhaltspunkte für eine Auseinandersetzung von Griechen um Troja vor 1250 v. Chr. gebe es in hethitischen Schriftdokumenten. Vor 1250 v. Chr. seien auf Ithaka Sonnenfinsternisse in den Jahren 1340, 1312, 1281 und 1261 v. Chr. zu beobachten gewesen (die ersten beiden totale, die letzten beiden partielle).

## Rezeption
Der Odysseus-Stoff wurde in der Literatur und Bildenden Kunst immer wieder aufgenommen und verarbeitet.
- Sophokles zeigt Odysseus in seinen beiden Tragödien Philoktet und Aias in Rollen, die dessen schillerndem Charakter Rechnung tragen.
- Euripides dramatisiert in seinem Satyrspiel Der Kyklop die Episode von der Blendung des Riesen.
- Die anonym überlieferte Tragödie Rhesos behandelt die Tötung des thrakischen Königs und den Diebstahl seiner reichbeschirrten Rosse.
- In Dantes Göttlicher Komödie tritt Odysseus im 26. Gesang des Inferno auf und erzählt, wie er am Ende seiner Reisen, statt nach Ithaka zurückzukehren, seine Gefährten zur Fahrt über die Säulen des Herkules hinaus aufgerufen habe. Nach langer Fahrt sei sein Schiff am – von Dante im Süden des Atlantiks gedachten – Läuterungsberg zerschellt.
- Alfred Tennysons Gedicht Ulysses enthält denselben Aufruf, jetzt aber von Odysseus nach der Rückkehr nach Ithaka an die Gefährten gerichtet.
- Im 20. Jahrhundert stellte James Joyce im Ulysses die „Irrfahrten“ seines Leopold Bloom durch Dublin in minutiösen Entsprechungen zu den Irrfahrten des Odysseus dar.

### Film
Die Geschichte des Odysseus wurde mehrfach verfilmt:
- 1954 Die Fahrten des Odysseus (Ulisse), Spielfilm, Italien, 109 Min., Regie: Mario Camerini, Darsteller: Kirk Douglas u. a.
- 1961 Herkules, der Sohn der Götter (Ulisse contro Ercole), Spielfilm, Italien/Frankreich, 105 Min., Regie: Mario Caiano
- 1963 Herkules, Samson und Odysseus (Ercole sfida Sansone), Spielfilm, Italien, 92 Min., Regie: Pietro Francisci
- 1968 Die Odyssee (L’Odissea), mehrteiliger Fernsehfilm, Italien/BRD/Jugoslawien/Frankreich, 370 Min., Regie: Franco Rossi
- 1979 Unterwegs mit Odysseus, 13-teilige Fernsehserie, BRD, 30 Min. pro Episode, Regie: Anton Zink, Tony Munzlinger
- 1981 Uliisses, Experimentalfilm, BRD, Drehbuch und Regie: Werner Nekes
- 1987 Die Irrfahrten des Odysseus (The Odyssey), Zeichentrickfilm (Reihe: Klassiker für Kinder), Australien, 46 Min., Regie: Warwick Gilbert
- 1997 Die Abenteuer des Odysseus (The Odyssey), zweiteiliger Fernsehfilm, USA, 175 Min., Regie: Andrei Konchalovsky, Darsteller: Isabella Rossellini u. a.
- 1998 Odysseus, Zeichentrickfilm, USA/Deutschland, 90 Min.
- 2002 Mission Odyssey, 26-teilige Zeichentrickserie, Frankreich/Deutschland, 23 Min. pro Episode
- 2008 Der Sieg des Odysseus (Odysseus & The Isle of the Mists), Fernsehfilm, USA, 87 Min., Regie: Terry Ingram, Darsteller: Arnold Vosloo u. a.
- 2013 Odysseus – Macht, Intrige, Mythos (Odysseus), 12-teilige Fernsehserie, Frankreich/Italien, 45 Min. pro Episode, Regie: Stéphane Giusti

### Musik

#### Oper
Neben filmischen Adaptionen des Heldenepos gibt es zahlreiche musikalische Umsetzungen. Eines der frühesten Werke ist die Oper Il ritorno d’Ulisse in patria (deutsch Die Heimkehr des Odysseus, 1640) mit einem Prolog und drei (womöglich ursprünglich: fünf) Akten von Claudio Monteverdi.
Im 20. Jahrhundert verarbeitete die britische Gruppe Cream den Stoff in ihrem 1967 erschienenen Song Tales of Brave Ulysses oder die US-amerikanische Progressive-Metal-Band Symphony X 2002 in ihrem 24-minütigen Song The Odyssey. Suzanne Vegas Song Calypso aus dem 1987 erschienenen Album Solitude Standing beleuchtet Odysseus’ Ankunft und spätere Abfahrt aus der Perspektive von Kalypso. Rolf Riehm komponierte die Oper Sirenen – Bilder des Begehrens und des Vernichtens, die 2014 in der Oper Frankfurt uraufgeführt wurde.

#### Musical
Der Stoff um Odysseus fand auch den Weg in das Genre Musical:
- 2005: Odysseus fährt irr, Theater Klagenfurt
Musical von Alexander Kuchinka (Musik und Liedtexte) und Daniel Große Boymann (Buch)[127]
- 2021: Epic: The Musical
Musical von Jorge Rivera-Herrans (Musik und Text). Das Musical besteht als neunteilige Konzeptalbenreihe (Saga); bislang wurde es nicht uraufgeführt.[128]
- 2023: Odysseus, Bühne Baden in Baden
Familienmusical von Beppo Binder und Pavel Singer[129]
- 2025: Odysseus – Das Musical, Theater am Burgerfeld, Markt Schwaben
Musical von Minas Koutzampasopoulos  (Musik), Michaela Papadopoulos (Buch) und Eva Krause (Liedtexte)[130]